# Campionati mondiali di snowboard 1996
I Campionati mondiali di snowboard 1996 si sono svolti a Lienz, in Austria, fra il 24 ed il 28 gennaio 1996.

## Risultati

### Uomini

#### Parallelo
| Posizione | Atleta             | Nazione  |
| --------- | ------------------ | -------- |
| 1         | Ivo Rudiferia      | Italia   |
| 2         | Rainer Krug        | Germania |
| 3         | Helmut Pramstaller | Austria  |

Data: 28 gennaio 1996

#### Slalom gigante
| Posizione | Atleta             | Nazione     |
| --------- | ------------------ | ----------- |
| 1         | Jeff Greenwood     | Stati Uniti |
| 2         | Mike Jacoby        | Stati Uniti |
| 3         | Helmut Pramstaller | Austria     |

Data: 27 gennaio 1996

#### Halfpipe
| Posizione | Atleta       | Nazione     |
| --------- | ------------ | ----------- |
| 1         | Ross Powers  | Stati Uniti |
| 2         | Lael Gregory | Stati Uniti |
| 3         | Rob Kingwill | Stati Uniti |

Data: 24 gennaio 1996

### Donne

#### Slalom Parallelo
| Posizione | Atleta          | Nazione     |
| --------- | --------------- | ----------- |
| 1         | Marion Posch    | Italia      |
| 2         | Marcella Boerma | Paesi Bassi |
| 3         | Sondra Van Ert  | Stati Uniti |

Data: 28 gennaio 1996

#### Slalom gigante
| Posizione | Atleta          | Nazione     |
| --------- | --------------- | ----------- |
| 1         | Karine Ruby     | Francia     |
| 2         | Manuela Riegler | Austria     |
| 3         | Sondra Van Ert  | Stati Uniti |

Data: 26 gennaio 1996

#### Halfpipe
| Posizione | Atleta                | Nazione     |
| --------- | --------------------- | ----------- |
| 1         | Carolien van Kilsdonk | Paesi Bassi |
| 2         | Annemarie Uliasz      | Stati Uniti |
| 3         | Cammy Potter          | Stati Uniti |

Data: 24 gennaio 1996

## Medagliere per nazioni
| Nazione     | Oro | Argento | Bronzo | Totale |
| ----------- | --- | ------- | ------ | ------ |
| Stati Uniti | 2   | 3       | 4      | 9      |
| Italia      | 2   | 0       | 0      | 2      |
| Stati Uniti | 2   | 1       | 2      | 5      |
| Paesi Bassi | 1   | 1       | 0      | 2      |
| Francia     | 1   | 0       | 0      | 1      |
| Austria     | 0   | 1       | 2      | 3      |
| Germania    | 0   | 1       | 0      | 1      |